# Draa
Il Draa (in arabo درعَا‎? e in berbero Dra, in passato citato anche come Darha o Dara) è il fiume più lungo e importante del Marocco.

## Geografia
È formato dalla confluenza dei fiumi Dadès e Imini. Scende dalle vette dell'Alto Atlante in direzione sud-est fino a Tagounit e di lì verso ovest, in direzione dell'Oceano Atlantico dove sfocia nei pressi di Tan-Tan dopo un percorso di circa 1100 km.
La valle del Draa ha un'estensione di 23 000 km² ed è popolata da 225 000 abitanti.

## Caratteristiche
La Draa, più che un fiume, viene considerato uno uadi, poiché per gran parte dell'anno rimane completamente secco. Tuttavia, in caso di precipitazioni abbondanti, può esondare facilmente. Va detto comunque che nei mesi con più precipitazioni, risulta un'importante fonte idrica per la zona che attraversa.